# SiBEAM
SiBEAM Inc. es una compañía fabless del sector de los semiconductores desarrolladora de plataformas de comunicación inalámbrica de alta velocidad.
Fundada en 2004 por varios expertos en comunicaciones inalámbricas procedentes de la Universidad de Berkeley y la industria privada, SiBEAM centra sus esfuerzos en el desarrollo de tecnologías inteligentes basadas en el espectro milimétrico así como en la promoción de los últimos y más modernos métodos de fabricación de sistemas que satisfagan la demanda de servicios de gran ancho de banda. SiBEAM ha sido la primera empresa en fabricar chipsets de 60 GHz mediante tecnología CMOS. SiBEAM es miembro fundador del consorcio WirelessHD y como tal busca comercializar las primeras interfaces inalámbricas de alta definición para la construcción de redes de aparatos de audio y vídeo.